# Aleksa Šantić
Aleksa Šantić (Mostar, 1868. május 27. — Mostar, 1924. február 2.) szerb költő, a délszláv hazafias költészet egyik képviselője.

## Pályafutása
A kereskedelmi iskolát Ljubljanában és Triesztben végezte. 1883-ban tért vissza szülővárosába, Mostarba, ahol Jovan Dučić-tyal és Svetozar Ćorović-tyal közösen szervezte meg a nemzeti művelődést és irodalmat („Mostarski krug"). 1888-ban megalapították a „Gusle" nevű énekkart, s 1896-ban pedig a Zora című irodalmi lapot indították útjára, amely 1901-ig jelent meg. Šantić 1886 környékétől írt verseket, más szerb költők is hatottak művészetére. Példaképei voltak többek között Branko Radičević, Vojislav Ilić és Jovan Jovanović Zmaj. 1912-1913-ban a balkáni háborúk idején írta hazafias verseit. Munkáit 1924-ben gyűjteményes kiadásban adta ki a belgrádi Narodna Prosveta.

## Fontosabb művei
- Pjesme ('Költemények', 1891)
- Na starim ognji Stima ('Régi tűzhelyeken', költemények, 1913)
- Pjesme ('Költemények', 1919)
- Pjesme ('Költemények', 1925)
- Hasanaginica ('Hasszán aga felesége', verses dráma, 1911)
- Andjelija (verses dráma, 1912)